# Wróżkowie chrzestni: Timmy ratuje święta
Wróżkowie chrzestni: Timmy ratuje święta (ang. A Fairly Odd Christmas) – amerykańsko-kanadyjski film familijny z 2012 roku w reżyserii Savage’a Steve’a Hollanda, oparty na serialu animowanym Wróżkowie chrzestni. Sequel filmu Wróżkowie chrzestni: Dorośnij Timmy! oraz druga produkcja live-action. Jest to drugi występ Drake’a Bella w świątecznym filmie Nickelodeon, zaraz po Wesołych świąt – Drake i Josh.
Premiera filmu miała miejsce 29 listopada 2012 roku na amerykańskim Nickelodeon i zgromadził przed telewizorami 4 473 000 milionów widzów czasie premiery. W Polsce premiera filmu odbyła się 15 grudnia 2013 roku na antenie Nickelodeon Polska, zaś na kanale Nickelodeon HD 22 grudnia 2013 roku.

## Fabuła
Akcja dzieje się zaraz po wydarzeniach z poprzedniej części filmu Wróżkowie chrzestni: Dorośnij Timmy!. Timmy Turner (Drake Bell) i jego wróżkowie (Cosmo, Wanda i Poof) oraz Tootie (Daniella Monet) wyruszają w podróż dookoła świata, aby spełnić życzenia.
W czasie wizyty w pracowni Mikołaja Timmy powoduje wypadek, w  wyniku którego Święty Mikołaj zaczyna tracić pamięć i jest przekonany, że stanie się Króliczkiem Wielkanocnym. Aby uratować Święta Bożego Narodzenia i naprawić szkody, Timmy Turner wyrusza w magiczną i pełną przygód podróż do Lodowej Krainy. Wróżkowie chrzestni muszą stanąć na wysokości zadania i pomóc Timmy’emu.

## Obsada
- Drake Bell jako Timmy Turner
- Daniella Monet jako Tootie
- David Lewis jako Denzel Crocker
- Daran Norris jako pan Turner
- Teryl Rothery jako pani Turner
- Mark Gibbon jako Jorgen Von Pyton
- Travis Turner jako Dingle Dave
- Tony Cox jako starszy elf Elmer
- Devon Weigel jako Vicky
- Donavon Stinson jako Święty Mikołaj
- Olivia Steele-Falconer jako Katie
- Daran Norris jako Cosmo (głos)
- Susan Blakeslee jako Wanda (głos)
- Tara Strong jako Poof (głos)

## Wersja polska
Wersja polska: na zlecenie Nickelodeon Polska − Start International Polska

Reżyseria: Marek Klimczuk

Dialogi polskie: Alicja Petruszka

Dźwięk i montaż: Janusz Tokarzewski

Kierownik produkcji: Dorota Nyczek

Nadzór merytoryczny: Katarzyna Dryńska

Udział wzięli:
- Jonasz Tołopiło – Timmy
- Beata Wyrąbkiewicz – Tootie
- Anna Apostolakis – Wanda
- Jacek Kopczyński – Cosmo
- Magda Kusa – Nutka
- Beniamin Lewandowski – Dzwonek
- Artur Kaczmarski – Crocker
- Jacek Król – Mikołaj
- Tomasz Steciuk – Elmer
- Zbigniew Konopka – Jorgen
- Joanna Węgrzynowska – Vicky
- Izabela Dąbrowska – Mama
- Wojciech Paszkowski – Tata

oraz:
- Joanna Pach-Żbikowska – Poof
- Paweł Szczesny – Piernik Fred
- Franciszek Dziduch
- Natalia Jankiewicz
- Cezary Kwieciński
- Mateusz Ceran
- Magdalena Wasylik
- Grzegorz Pawlak

Lektor: Artur Kaczmarski